# Churandy Martina
Churandy Martina (ur. 3 lipca 1984 w Curaçao) – holenderski lekkoatleta, sprinter specjalizujący się w biegu na 100 i 200 m, pochodzący z Antyli Holenderskich, barwy tego kraju reprezentował do 10 października 2010.
Po dyskwalifikacji w biegu 200 m podczas igrzysk olimpijskich w Pekinie odebrano mu tytuł wicemistrza olimpijskiego (Martina przebiegł dystans 200 metrów w czasie 19,82 s i zajął drugie miejsce w biegu finałowym, jednak został zdyskwalifikowany za przekroczenie swojego toru, podobnie jak trzeci na mecie Wallace Spearmon).
Mistrz Europy indywidualnie w biegu na 100 (2016) i 200 metrów (2012) oraz w sztafecie 4 × 100 metrów z 2012.

## Rekordy życiowe
- bieg na 100 metrów – 9,91 s (2012); rekord Holandii / 9,76w (2006)
- bieg na 200 metrów – 19,81 s (2016); rekord Holandii i czwarty wynik w historii europejskiej lekkoatletyki
- bieg na 400 metrów – 46,13 s (2007); rekord Antyli Holenderskich
- bieg na 60 metrów (hala) – 6,58 s (2010); rekord Antyli Holenderskich

Martina biegł na ostatniej zmianie sztafety 4 × 100 metrów, która 4 października 2019 w Dosze ustanowiła aktualny rekord kraju – 37,91.

## Sukcesy
| Rok  | Zawody                                  | Miasto         | Miejsce            | Konkurencja                     | Reprezentacja |
| ---- | --------------------------------------- | -------------- | ------------------ | ------------------------------- | ------------- |
| 2004 | Igrzyska olimpijskie                    | Ateny          | 7. (ćwierćfinał)   | bieg na 100 metrów              | AHO           |
| 2005 | Mistrzostwa świata                      | Helsinki       | 6.                 | sztafeta 4 × 100 metrów         | AHO           |
| 2007 | Igrzyska panamerykańskie                | Rio de Janeiro | 1.                 | bieg na 100 metrów              | AHO           |
| 2007 | Mistrzostwa świata                      | Osaka          | 5.                 | bieg na 100 metrów              | AHO           |
| 2007 | Mistrzostwa świata                      | Osaka          | 5.                 | bieg na 200 metrów              | AHO           |
| 2008 | Igrzyska olimpijskie                    | Pekin          | 4.                 | bieg na 100 metrów              | AHO           |
| 2008 | Igrzyska olimpijskie                    | Pekin          | DQ                 | bieg na 200 metrów              | AHO           |
| 2010 | Halowe mistrzostwa świata               | Doha           | 9. (półfinał)      | bieg na 60 metrów               | AHO           |
| 2010 | Puchar interkontynentalny               | Split          | 2.                 | bieg na 200 metrów              | AHO           |
| 2012 | Mistrzostwa Europy                      | Helsinki       | 1.                 | bieg na 200 metrów              | NED           |
| 2012 | Mistrzostwa Europy                      | Helsinki       | 1.                 | sztafeta 4 × 100 metrów         | NED           |
| 2012 | Igrzyska olimpijskie                    | Londyn         | 6.                 | bieg na 100 metrów              | NED           |
| 2012 | Igrzyska olimpijskie                    | Londyn         | 5.                 | bieg na 200 metrów              | NED           |
| 2012 | Igrzyska olimpijskie                    | Londyn         | 6.                 | sztafeta 4 × 100 metrów         | NED           |
| 2013 | Mistrzostwa świata                      | Moskwa         | półfinał           | bieg na 100 metrów              | NED           |
| 2013 | Mistrzostwa świata                      | Moskwa         | 7.                 | bieg na 100 metrów              | NED           |
| 2013 | Mistrzostwa świata                      | Moskwa         | 5.                 | sztafeta 4 × 100 metrów         | NED           |
| 2014 | IAAF World Relays                       | Nassau         | DNF                | sztafeta 4 × 100 metrów         | NED           |
| 2014 | Mistrzostwa Europy                      | Zurych         | półfinał           | bieg na 100 metrów              | NED           |
| 2014 | Mistrzostwa Europy                      | Zurych         | 4.                 | bieg na 200 metrów              | NED           |
| 2014 | Mistrzostwa Europy                      | Zurych         | 5.                 | sztafeta 4 × 100 metrów         | NED           |
| 2015 | IAAF World Relays                       | Nassau         | 7. miejsce (gr. B) | sztafeta 4 × 100 metrów         | NED           |
| 2015 | Mistrzostwa świata                      | Pekin          | półfinał           | bieg na 100 metrów              | NED           |
| 2015 | Mistrzostwa świata                      | Pekin          | półfinał           | bieg na 200 metrów              | NED           |
| 2016 | Halowe mistrzostwa świata               | Portland       | eliminacje         | bieg na 60 metrów               | NED           |
| 2016 | Mistrzostwa Europy                      | Amsterdam      | 1.                 | bieg na 100 metrów              | NED           |
| 2016 | Mistrzostwa Europy                      | Amsterdam      | 4.                 | sztafeta 4 × 100 metrów         | NED           |
| 2016 | Igrzyska olimpijskie                    | Rio de Janeiro | eliminacje         | bieg na 100 metrów              | NED           |
| 2016 | Igrzyska olimpijskie                    | Rio de Janeiro | 5.                 | bieg na 200 metrów              | NED           |
| 2017 | IAAF World Relays                       | Nassau         | DNF                | sztafeta 4 × 100 metrów         | NED           |
| 2017 | Superliga drużynowych mistrzostw Europy | Lille          | 3.                 | bieg na 100 metrów              | NED           |
| 2017 | Superliga drużynowych mistrzostw Europy | Lille          | 5.                 | sztafeta 4 × 100 metrów         | NED           |
| 2018 | Mistrzostwa Europy                      | Berlin         | 6.                 | bieg na 100 metrów              | NED           |
| 2018 | Mistrzostwa Europy                      | Berlin         | półfinał           | bieg na 200 metrów              | NED           |
| 2018 | Mistrzostwa Europy                      | Berlin         | 3.                 | sztafeta 4 × 100 metrów         | NED           |
| 2018 | Puchar interkontynentalny               | Ostrawa        | 7.                 | bieg na 100 metrów              | NED           |
| 2018 | Puchar interkontynentalny               | Ostrawa        | 5.                 | bieg na 200 metrów              | NED           |
| 2019 | Mistrzostwa świata                      | Doha           | DQ                 | sztafeta 4 × 100 m              | NED           |
| 2021 | World Athletics Relays                  | Chorzów        | DNF                | sztafeta 4 × 100 metrów (elim.) | NED           |
| 2021 | Igrzyska olimpijskie                    | Tokio          | DNF                | sztafeta 4 × 100 metrów (elim.) | NED           |

Martina jest złotym medalistą Igrzysk Ameryki Centralnej i Karaibów oraz Igrzysk Panamerykańskich.